# Гипохлорит кальция
Гипохлорит кальция — соль кальция и хлорноватистой кислоты с формулой Сa(ClO)2, бесцветные кристаллы, образует кристаллогидраты. Устойчив в сухой атмосфере без CO2.

## Получение
- Пропускание хлора через суспензию гидроксида кальция:

{\displaystyle {\mathsf {2\ Ca(OH)_{2}+2\ Cl_{2}\ {\xrightarrow {\ }}\ Ca(ClO)_{2}+CaCl_{2}+2\ H_{2}O}}}
- или смесь гидроксида кальция и каустической соды:

{\displaystyle {\mathsf {Ca(OH)_{2}+2\ NaOH+2\ Cl_{2}\ {\xrightarrow {\ }}\ Ca(ClO)_{2}+2\ NaCl+2\ H_{2}O}}}
- Обменной реакцией:

{\displaystyle {\mathsf {CaCl_{2}+2\ NaClO\ {\xrightarrow {\ }}\ Ca(ClO)_{2}+2\ NaCl}}}

## Физические свойства
Гипохлорит кальция образует бесцветные кристаллы, устойчивые в сухой атмосфере без CO2.
При выделении из водных растворов образует кристаллогидраты состава Сa(ClO)2•n H2O, где n = 2, 3, 4.

## Химические свойства
Обладает выраженными окислительными свойствами. Один из составных компонентов хлорной извести.
- При нагревании разлагается по нескольким реакциям:

{\displaystyle {\mathsf {Ca(ClO)_{2}\ {\xrightarrow[{\ }]{T^{o}C}}\ {\begin{matrix}{\mathsf {CaCl_{2}+O_{2}\uparrow }}\\{\mathsf {Ca(ClO_{3})_{2}+CaCl_{2}}}\\{\mathsf {CaO+Cl_{2}\uparrow }}\end{matrix}}}}}
- Из воздуха поглощает углекислый газ:

{\displaystyle {\mathsf {Ca(ClO)_{2}+2CO_{2}+CaCl_{2}\ \xrightarrow {\ } \ 2CaCO_{3}\downarrow +2Cl_{2}\uparrow }}}
- При взаимодействии с соляной кислотой выделяет хлор:

{\displaystyle {\mathsf {Ca(ClO)_{2}+4\ HCl\ {\xrightarrow {\ }}\ CaCl_{2}+2\ H_{2}O+2\ Cl_{2}\uparrow }}}
- При взаимодействии с горячей концентрированной серной кислотой выделяет хлороводород и кислород[1]:

{\displaystyle {\mathsf {Ca(ClO)_{2}+H_{2}SO_{4}\ \xrightarrow {t} \ CaSO_{4}\downarrow +2HCl\uparrow +O_{2}\uparrow }}}

## Применение, опасность применения
- Отбеливание ткани и бумаги.
- Для дегазации.
- Для дезинфекции сточных вод.
- В прошлом применялся в промышленной добыче золота методом хлоринационного выщелачивания. Выделяющийся при реакции гипохлорита кальция и соляной кислоты хлор реагировал с золотом с образованием водорастворимых хлоридов золота.[2]
- Гипохлорит кальция относится к многотоннажному химическому производству, цена технического продукта (45 %) ≈2$/кг.
- Вещество едкое и коррозионно-активное. Окислитель.

### Токсичность
Гипохлорит кальция обладает умеренно-токсическим действием. ЛД50 на крысах — 850 мг/кг. 
Вещество принадлежит к III классу опасности по ГОСТ 12.1.005-76.